# Instituto y Museo de Historia Natural de Chiba
El Instituto y Museo de Historia Natural de Chiba (en japonés: 千葉県立中央博物館, Chiba kenritsu chūō hakubutsukan), es una institución de investigación y Museo de Historia Natural, a la derecha del edificio principal se encuentra el Parque de la Ecología un jardín botánico de 6.6 hectáreas (16.3 acres), ubicado en Chiba, prefectura de Chiba, Japón.
Depende administrativamente de la municipalidad Chiba.
Presenta trabajos para la International Agenda Registration-(Agenda Internacional para la Conservación en los Jardines Botánicos).

## Localización
Natural History Museum and Institute, Chiba 955-2 Aoba-cho, Chuo-Ku, Chiba-shi, Chiba-ken 260-8682, Japón.
Planos y vistas satelitales.35°35′59″N 140°8′18″E / 35.59972, 140.13833
Se encuentra abierto al público. Se paga una tarifa de entrada.

## Historia
Entre 1987 y 1989 se realizaron trabajos de reordenación de los terrenos. El museo fue construido como una institución central del grupo County Museum en la Prefectura de Chiba, que ha sido construido expresamente para ella.
El profesor Emérito Numata Makoto un estudioso pionero de la ecología de las plantas japonesas en la Facultad de Ciencias de la Universidad de Chiba es el primer director de la etapa de preparación de las salas del museo, y de la ecología de Japón. En ese momento la taxonomía vegetal tenía un programa de estudios en el que destaca en el campo de los estudios de doctorado de posgrado y programas de máster. Debido al gran número de jóvenes investigadores y a un gran número de personas empleadas se pensó que fuera un Museo Público mantenido por el municipio de Chiba.
Era de conocimiento común en la construcción de este museo fue basado en la "lógica del aprendizaje" que es diferente de los llamados "lógica del funcionario", lo que es difícil por la estructura administrativa de Japón, pero en el momento de su creación el gobernador de la prefectura de Chiba era el hermano de Numata Makotoy tenía una gran influencia de poder en relación con la conservación de la naturaleza en la academia de la prefectura de Chiba lo que hizo posible en ese momento una innovación renovadora.
Sin embargo, la crisis de la burbuja de la economía (años de 1998 a 1989), afectó a las finanzas de Numata Makoto y de la municipalidad de Chiba, lo que ha llevado a una severa degradación de la institución, con una parada de las publicaciones y una reducción significativa en el personal de trabajo a partir de finales de 1990, y en 2004 con una caída significativa en el número de visitantes y aumento de la carga de mantenimiento que acompaña a la exposición permanente, y se ven obligados a permanecer en un punto de inflexión.
A pesar de todas estas mermas y que el museo estaba completo, también se ha establecido una exposición permanente de la prehistoria a la historia de la zona. Sin embargo tiene un gran peso específico en el museo la exposición de Historia Natural, con especímenes y esqueletos de naumanni y ballenas, de la laurisilva de Kiyosumiyama y la bahía de Tokio.
En el piso superior hay una exposición de dioramas sobre la vida rural y el ecosistema tradicional de Yatsuda vistos desde la perspectiva ecológica del paisaje, importante muestra de insectos en la prefectura de Chiba siendo una de las características que los especímenes están pegados a la pared de la caja que los contiene.

## Colecciones
En el parque, podemos tener una visión de la vida de plantas y animales y sus cambios estacionales en una naturaleza reconstruida.
Podemos observar diversos tipos de vegetación de bosque y pradera de la que se encuentra en la península de Boso, que se han reconstruido a partir de unos terrenos pelados. Las plantas se encuentran agrupadas como:
- Jardín con la vegetación típica del norte de la península de Boso, con Pinus, hierbas Miscanthus, bosquetes del roble de hoja perenne Quercus myrsinifolia, Bambú
- Jardín presentando la vegetación típica del sur de la península Boso, robles de hoja perenne Quercus acta y Castanopsis, laureles, abetos, vegetación de costa,
- Jardín experimental,
- Jardín sistemático,
- Llanos pantanosos
- Vegetación de litoral
- Arbolados naturales se preservan alrededor de la charca de Funada-ike, con caseta de observación de aves silvestres.
- Museo de Historia Natural, con colecciones de fósiles, etnográficas, de animales disecados, vivarium, piezas de arte, todas ellas relacionadas con la Península de Boso.